# Добрешти (Тимиш)
Добрешти (рум. Dobrești) насеље је у Румунији у округу Тимиш у општини Бара. Oпштина се налази на надморској висини од 209 m.

## Прошлост
Аустријски царски ревизор Ерлер је 1774. године констатовао да место припада Липовском округу и дистрикту. Становништво је било претежно влашко.
Кад је 1797. године пописан православни клир ту је један свештеник. Парох поп Симеон Поповић (рукоп. 1779) служио се само румунским језиком.

## Становништво
Према подацима из 2002. године у насељу је живело 49 становника, од којих су сви румунске националности.